# تل السكن الأثري (غزة)
تل السكن المعروف أيضا باسم تل الرماد، هو الآن تل أثري مدمر بالكامل تقريبًا يقع على بعد حوالي 5 كيلومترات جنوب مدينة غزة في ما يعرف اليوم بقطاع غزة، على الضفة الشمالية لوادي غزة. كان موقعًا لمستوطنتين حضريتين منفصلتين من العصر البرونزي المبكر: أحدهما يمثل المركز الإداري المحصن قائمة للمستعمرات المصرية في جنوب غرب فلسطين منذ نهاية الألفية الرابعة قبل الميلاد، ومدينة محلية كنعانية محصنة لاحقًا في الألفية الثالثة قبل الميلاد. سمح الموقع عند مصب ما كان على الأرجح قناة قديمة للنهر بالتطور كمستوطنة بحرية مهمة مع ميناء طبيعي. منحها موقعها الجغرافي موقعًا مهمًا عند مفترق طرق طرق التجارة البرية بين منطقة كنعان، والمملكة المصرية القديمة. اعتبارًا من عام 2000، كانت التسوية المصرية المبكرة هي أقدم موقع محصن عرفه الباحثون في كل من مصر وفلسطين.

## اكتشافه
تل السكن، الذي كان يمتلك على ما يبدو في العصر البرونزي مرفأً على مصب وادي غزة الذي أصبح الآن طميًا، يقف اليوم على مسافة ملحوظة شمال المسار الحالي للجدول، والذي تغير بمرور الوقت. عندما أعيد اكتشافها، ارتفعت التلة الاصطناعية على ارتفاع 10 أمتار فوق السهل الساحلي وغطت بالكامل بكثبان رملية. فشلت جميع المسوح السابقة في الكشف عن التل، ولم يتم اكتشافه إلا بالصدفة في عام 1998 أثناء بناء مجمع سكني جديد؛ تم تعليق أعمال البناء مؤقتًا للسماح بإجراء تحقيق أثري. تم إجراء مسح وجيز في عام 1999 وأعقب في العام التالي حملة تنقيب واسعة النطاق شملت ثلاث مناطق مختلفة تغطي مساحة إجمالية تبلغ حوالي 1400 متر مربع. تم تعليق الحفريات في عام 2002 لأسباب أمنية ولم يتم استئنافها أبدًا حتى التدمير النهائي للتل في عام 2017.

## تاريخه
سلط هذا العرض العرضي الضوء على المستوطنة الوحيدة من العصر البرونزي المبكر التي تم اكتشافها حتى الآن في قطاع غزة، مع بقايا مبانٍ من الطوب اللبن محفوظة جيدًا بشكل استثنائي ومجموعة كبيرة من الاكتشافات الأخرى التي تعود حصريًا إلى تلك الفترة. كان تل السكن، بينما كان لا يزال في جنوب غرب كنعان، يقع على حدودها وبالقرب من فورد على الطريق الساحلي المؤدي إلى مصر، وهي مكان مثالي لعلماء الآثار لدراسة التفاعل بين مصر وفلسطين خلال فترة استيطان التل، الألفية الرابعة والثالثة قبل الميلاد.
كان الموقع مأهولًا بالسكان بين عامي 3300 و 2400/2350 قبل الميلاد، ومغطى بأكثر من 5 هكتارات. يبدو أنها سلف مستوطنة تل العجول، وهي مدينة رئيسية في الألفية الثانية قبل الميلاد وتقع على بعد 500 متر جنوبًا فقط.
كشفت التنقيبات أن الموقع كان مشغولاً خلال مرحلتين رئيسيتين متميزتين: المستويات الدنيا من منطقة التنقيب أ تنتمي إلى مدينة من عصر ما قبل الأسرات المصري، والذي يتوافق مع فترة العصر البرونزي المبكر IB في تاريخ جنوب بلاد الشام (نهاية القرن الماضي). الألفية الرابعة قبل الميلاد)؛ والمستويات الوسطى والعليا من المنطقتين B و C تنتمي إلى مستوطنة كنعانية تعود إلى الألفية الثالثة.

### مدينة مصرية (العصر البرونزي المبكر IB)
يعود تاريخ ميناء العصر البرونزي إلى نهاية الألفية الرابعة قبل الميلاد، وكان معاصرًا لـ عين هبيسور، وهي نقطة انطلاق للأسرة المصرية الأولى على طول طريق التجارة «طريق حورس» في النقب الشمالي. كان عين هبيسور أصغر بكثير، لكنه كان مصدرًا مهمًا للمياه العذبة لتزويد القوافل. كانت هناك أيضًا بعض المستوطنات المصرية الأصغر الأخرى في هذه المنطقة.
تعتبر البقايا المعمارية، بالإضافة إلى جميع النتائج تقريبًا من المنطقة أ، نموذجية لوادي النيل حوالي 3200-3000 قبل الميلاد.
المستوطنة المصرية الأخرى الوحيدة في هذه المنطقة والتي كانت أقدم من السكن كانت طور إخبينة. بدأ الاستيطان هناك عام 3500 قبل الميلاد وانتهى عام 3200 قبل الميلاد، بينما كان السكن لا يزال مزدهرًا. يقع طور إخبينة في مكان قريب، وكانت نشطة من فترة نقادة IIb-c، وحتى فترة نقادة الثالثة، وفقًا للتسلسل الزمني المصري.
في تل السكن، كان اكتشاف التحصينات أمرًا استثنائيًا حقًا، مثل جدارين قويين من الطوب اللبن تم بناؤهما على التوالي. تم تفسير ذلك كدليل على أهمية الاستيطان، والذي ربما كان المركز الإداري للمجال الاستعماري الذي أنشأه المصريون في جنوب غرب فلسطين خلال عصر الأسر المصرية المبكرة. من الحقائق اللافتة للنظر أن تل السكن كان وقت أعمال التنقيب أقدم موقع محصن معروف في كل من مصر وفلسطين.
كما تم العثور على اكتشافات أخرى لفخار مصري أو «تمصير» من هذه الفترة المبكرة في مواقع تل عراني، وتل عراد، وتل حليف، وتل يرموث، واللد. ومع ذلك، فإن كمية هذا الفخار صغيرة نوعًا ما مقارنة بكمية الفخار المشرق من العصر البرونزي المبكر في هذه المواقع.
استمرت هذه المرحلة من استيطان الموقع حتى حوالي 3000 قبل الميلاد (نهاية نهاية العصر البرونزي المبكر وبداية العصر البرونزي الوسيط).
وهناك دلائل تشير إلى أن هذا الجزء من الاستيطان في الموقع انتهى في بداية الأسرة المصرية الأولى، ربما في عهد أحد خلفاء نعرمر، مثل حور عحا أو دن.

### المدينة الكنعانية (العصر البرونزي المبكر الثالث)
اختفى المجال الاستعماري المصري في المنطقة في النهاية وتم التخلي عن الموقع لعدة قرون. فقط في أوائل العصر البرونزي الثالث (EBIII ،2650-2300) تمت إعادة احتلال الموقع، عندما أنشأ السكان المحليون مدينة محصنة جديدة. تم العثور على خمسة مستويات من الاحتلال تدوم حوالي 300 عام.
وهناك دلائل تشير إلى أن إعادة احتلال الموقع تمت في بداية الأسرة المصرية الرابعة. كانت أقرب أوجه التشابه في ذلك الوقت في الثقافة المادية مع مستوطنة تل يرموث الكنعانية.
سور قوي من الطوب اللبن يتكون من جدار مقوى بنهر جليدي يحيط بمستوطنة حضرية وصفها الباحثون بأنها تتمتع بخصائص محلية قوية، بينما يُظهر أيضًا روابط وثيقة مع المواقع الفلسطينية الواقعة في الداخل. كانت الجدران في ذلك الوقت بسمك 8 أمتار ومبنية من الآجر الطيني المجفف بالشمس.
يعود تاريخ هذه المستوطنة الكنعانية إلى العصر البرونزي المبكر فقط، عندما وصلت المواقع الرئيسية في جنوب غرب كنعان إلى أقصى ازدهار لها. ثم تم التخلي عن المستوطنة أخيرًا حوالي 2400-2350 قبل الميلاد.

### اقتصاد المستوطنات
تغيرت أنماط الحياة والنشاط الاقتصادي في الموقع على مر القرون. بينما كان الصيد يمارس على نطاق واسع في وقت مبكر، أصبحت الزراعة وتربية الحيوانات سائدة في وقت لاحق.
كما تم اكتشاف بقايا أغنام وماعز وأبقار بالإضافة إلى عظام وقواقع أسماك. تمت زراعة القمح والشعير والخضروات والزيتون والعنب.

### المدن المجاورة اللاحقة (MB-LB)
إلى جانب جميع المواقع الحضرية الأخرى في فلسطين، تم التخلي عن تل السكن خلال ما يعرف بالعصر البرونزي الوسيط، وفي هذه الحالة الملموسة أيضًا خلال جزء من العصر البرونزي الوسيط التالي، مع عودة المنطقة لعدة قرون إلى الرعي البدوي. استقر هؤلاء البدو الرحل مرة أخرى حوالي عام 1800 قبل الميلاد، ثم اختاروا موقعًا يقع على بعد 500 متر إلى الجنوب، يُعرف باسم تل العجول. وصلت المدينة الجديدة إلى درجة كبيرة من الازدهار في الألفية الثانية. شهد تل العجول وموقع آخر قريب، المغراقة، الاستيطان خلال العصر البرونزي الوسيط والمتأخر.
موقع آخر في الجنوب، في دير البلح، تم استيطانه خلال القرنين الرابع عشر والثاني عشر قبل الميلاد، في عهد الإمبراطورية المصرية (العصر البرونزي المتأخر).

## أهم الاكتشافات التي عثر عليها في الموقع
- تم العثور على العديد من الطبقات الأثرية التي يتراوح ارتفاعها ما بين (4-8م)، قدمت لمحة أولى عن تاريخ المكان، وكان عدد المستويات الأثرية فيه تسعة مستويات من الاستيطان البشري.
- تم العثور على بقايا منازل ومنشآت محلية، وأسطح مباني مبنية بالطوب الأحمر وبقايا جدران وأسوار معمارية من الطوب اللبني، ويعود نظام أسوار المباني إلى أسلوب رفيع المستوى في العمارة، لا يوجد له مثيل على مستوى العالم.
- تم العثور على العديد من المكتشفات الأثرية التي تعود للحضارة المصرية الفرعونية، حيث عُثر على فخار مصري الصنع تم استيراده مباشرة في منطقة وادي النيل، كما تم العثور على بقايا فخارية كنعانية تم صناعتها محلياُ في غزة، وذلك باستخدام الطين المحلي ولكنه على الطراز المصري.
- عُثر على بقايا فخارية مهجنة تجمع بين الآثار المصرية الفرعونية وبين الأثر الكنعانية، الكسلطانيات والأطباق والصحون والأباريق، وزجاجات ذات عنق ضيق، وجرار بيضاوية الشكل.
- العثور على أحواض للاستحمام، ومزهريات اسطوانية، تم استيرادها من مصر، وتميزت بوجود خط منقوش أسفلها.
- العثور على جرار كبيرة، مختلفة الأشكال والاستخدام، إضافة إلى الكشف عن أوعية للخبر كانت شائعة الاستخدام.
- العثور على سبعة واجهات لقصور، تعود إلى السلالة الأولى من الأسرات المصرية، والتي أسسها نارمر
- أكتشف قطع لأختام أسطوانية، حملت أشكال لحيوانات عُرفت منذ العصر المبكر من التاريخ.
- العثور على تمثال لضفدع من الحجر الجيري الناعم، وقد وجد مثيلها في معبد أبيدوس في مصر.
- العثور على طواحين كنعانية مصنوعة من البازلت والحجر الكركاري.
- العثور على أنصال حجرية كنعانية، وآلات الكشك وسكاكين وفؤوس ورؤوس سهام.
- العثور في بعض الطبقات الأثرية في الموقع على جدران من الطوب المزجج وهي تعود للعصر البرونزي الحديث، وتميزت بارتفاع بلغ أكثر من 4 متر، وعرض 10 أمتار، ولا يوجد لها مثيل في المواقع الفلسطينية الأثرية مجتمعة.
- العثور على العديد من جدران المباني التي تميزت بتصميم داخلي مميز، من حيث وجود المقاعد والمرافق المختلفة، من غرف كبيرة المساحة، وأخرى صغيرة، ومنطقة الهيكل، الذي كان على شكل غرفة مستطيلة واسعة تحتوي على منصة.
- العثور على بقايا عظام حيوانات في جميع المراحل الحضارية التي مرت بتل السكن، ومن تلك الحيوانات الثيران البرية والإبل الأحمر والغزلان وفرس النهر.
- العثور على أدلة لاستخدام موارد المياه العذبة والبحرية، مثل المحار، وعظام الأسماك من قبل السكان الكنعانيين في تل السكن.
- أفادت الحفريات الأثرية من خلال المكتشفات الأثرية أن تل السكن الأثري في نهاية العصر البرونزي الحديث الثالث، قد استخدم فيه السكان الكنعانيون منتجات الحليب والأصواف، كما أفادت المكتشفات الأثرية أيضاً أنه كان زيادة في الأراضي الزراعية، حيث اتجه السكان المحليون من الكنعانيين لحرفة الزراعة، وقلة الصيد البري.

## الاعتداء على المكان
في فبراير 2017، منحت حكومة حماس جزء كبير من أراضِ تل السكن لكبار موظفيها الذين لا يتلقون رواتبهم بدلاً من مستحقاتهم المالية المتراكمة، ما أثار جدلاً واسعاً في الشارع الفلسطيني، ورغم مناشدات وزارة السياحة والآثار الفلسطينية لوقف أعمال التجريف	.، أصرّت سلطة الأراضي على استئنافها، ما أدى لتدمير جزء كبير من المكان .

## ردود الفعل على محاولة تجريفه
في سبتمبر 2017، دعت المنظمة العربية لحقوق الإنسان في بريطانيا، السلطات المختصة في قطاع غزة إلى وقف عملية التجريف فوراُ في موقع تل السكن الأثري المسجل في يونسكو الواقع في مدينة الزهراء في قطاع غزة، باعتباره موقعاً أثرياً 	.
في أكتوبر 2017، أطلق مثقفون ونشطاء عرب وفلسطينيون، عريضة إلكترونية لوقف تجريف وتدمير المكان، وطالبت العريضة بالوقف الفوري لأعمال التجريف في الموقع واتخاذ كافة الاجراءات الميدانية لحماية الموقع واغلاقه لحين انتهاء التحقيق، والمباشرة بتقييم الاضرار في الموقع واجراء أعمال تنقيب انقاذية فورية في الموقع للحفاظ على ما تبقى منه.

## معرض الصور

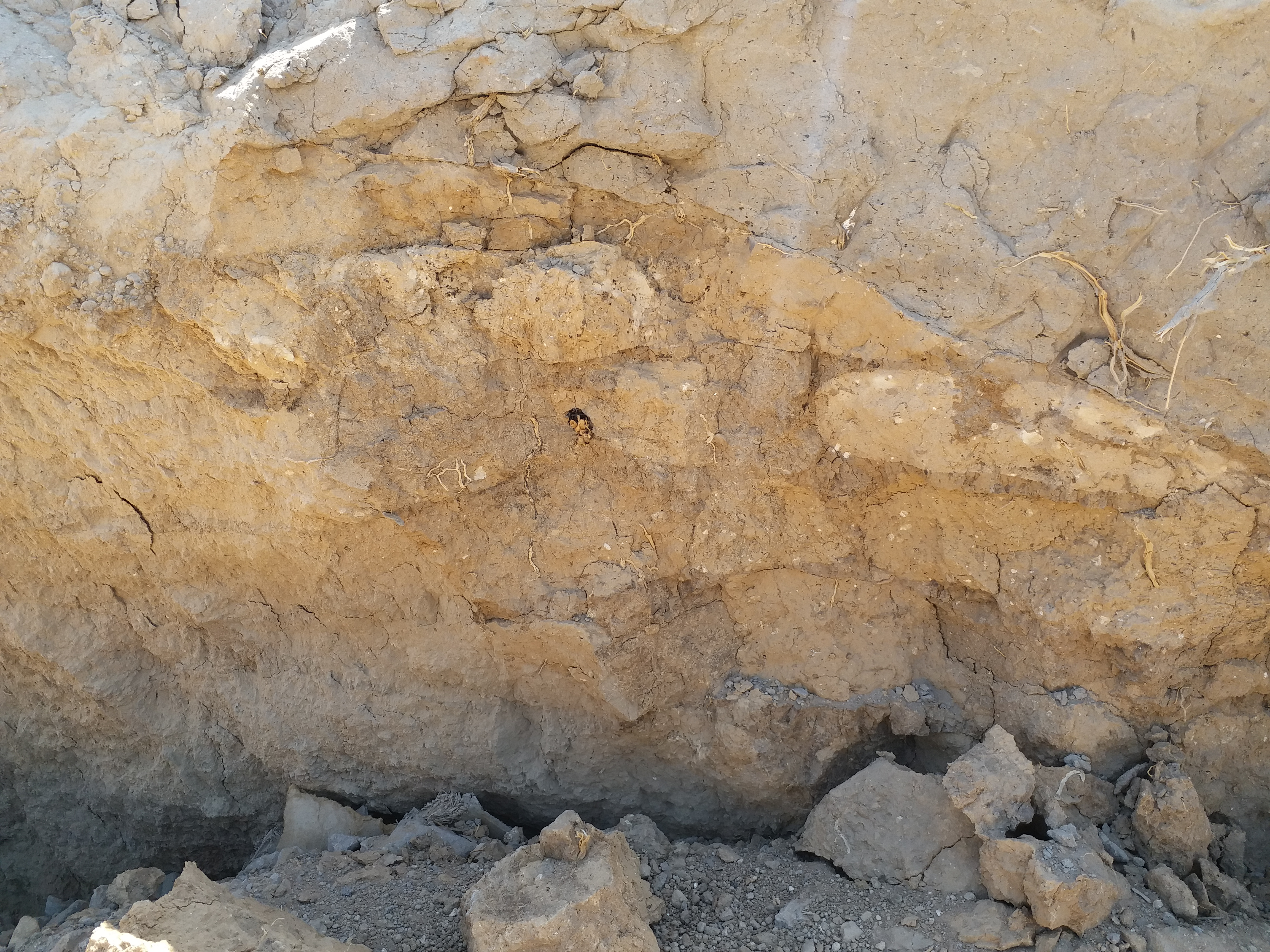
صورة لبقايا أسوار قرية كنعانية والتي تعرف بنل السكن
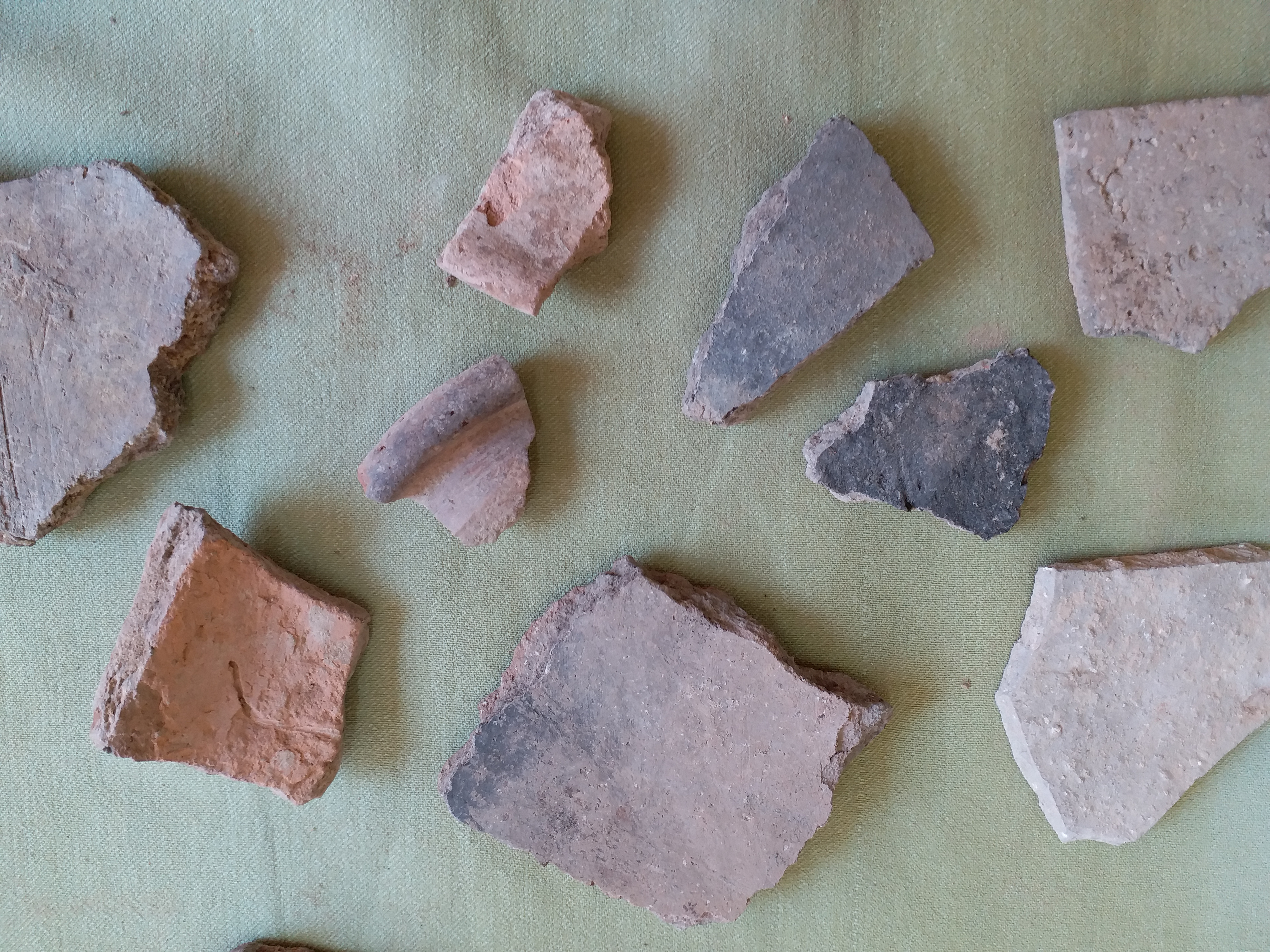
الفخار المكتشف في تل السكن
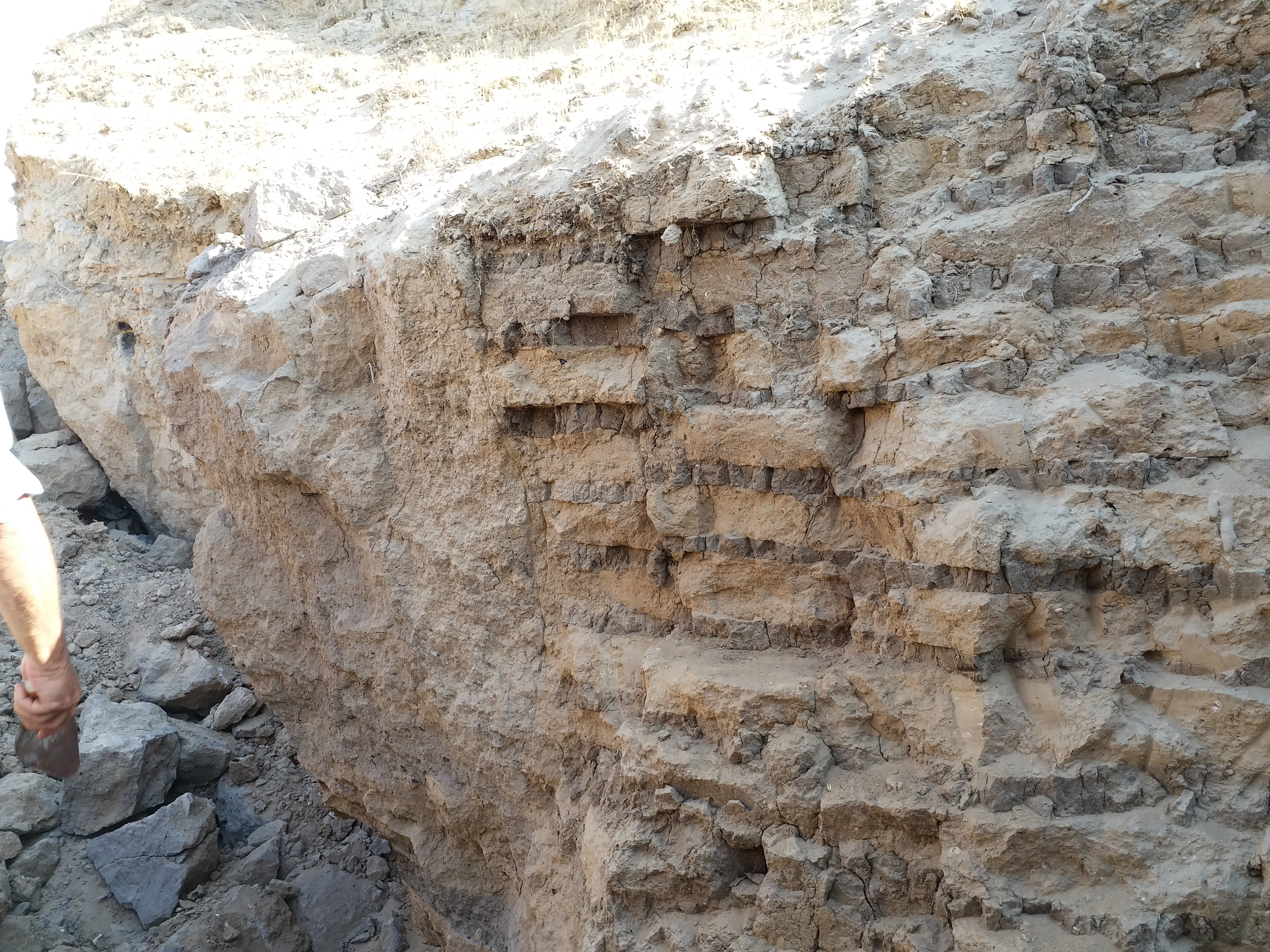
بقايا أسوار قرية كنعانية.
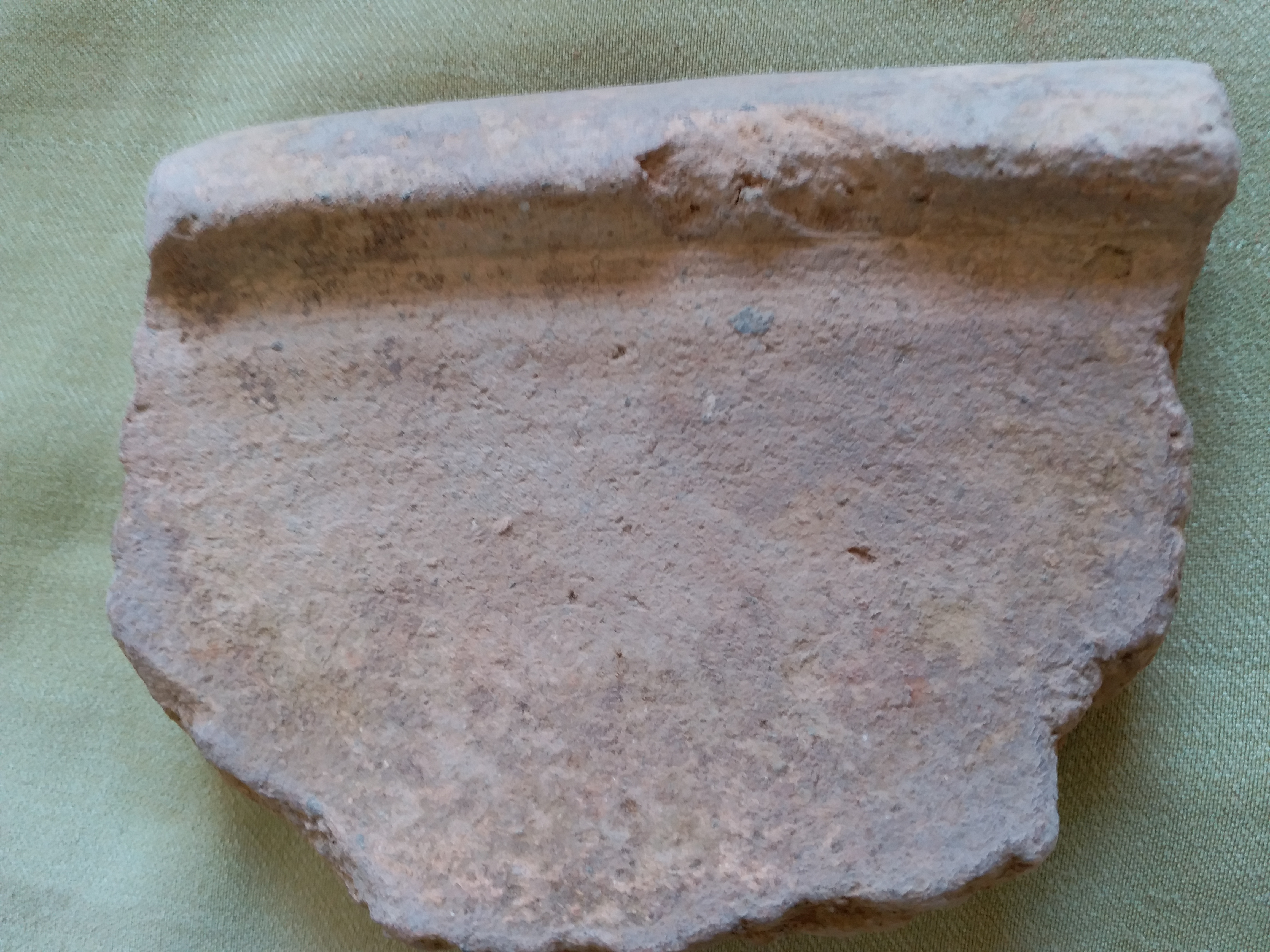
شظايا فخار كنعانية من تل السكن
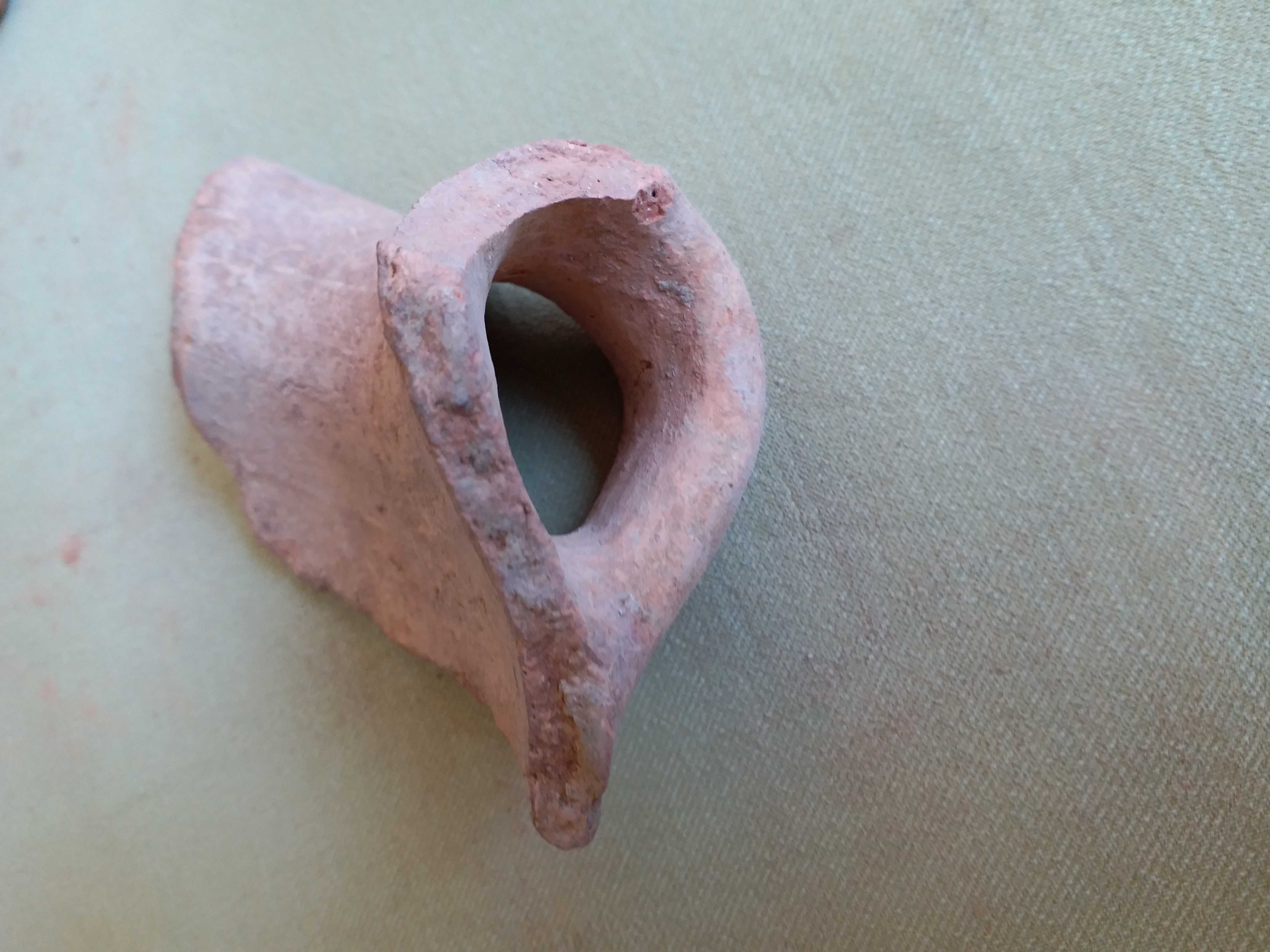
جرة فخارية كنعانية عُثر عليها في تل السكن تعود إلى العصر البرونزي القديم